# Schizoid (1980)
Schizoid ist ein amerikanischer Slasher-Film aus dem Jahr 1980, bei dem David Paulsen Regie führte und das Drehbuch schrieb. Die Hauptrollen spielten Klaus Kinski, Marianna Hill, Craig Wasson, Christopher Lloyd und Donna Wilkes. Es geht um eine Ratgeberkolumnistin aus Los Angeles, die mit einer Reihe anonymer Drohbriefe konfrontiert wird, während Mitglieder einer Gruppentherapie, an der sie teilnimmt, von einem mit einer Schere bewaffneten Mörder verfolgt und ermordet werden.
Der von The Cannon Group, Inc. produzierte und vertriebene Film „Schizoid“ wurde 1980 in Los Angeles gedreht und im September desselben Jahres in die Kinos gebracht. Der Film erhielt überwiegend negative Kritiken von Kritikern, darunter Roger Ebert und Kevin Thomas, die die Darstellung von Gewalt gegen Frauen kritisierten.

## Handlung
Die kürzlich geschiedene Ratgeberkolumnistin Julie Caffret aus Los Angeles beginnt, an Gruppentherapiesitzungen teilzunehmen, die von dem verwitweten Dr. Pieter Fales, einem deutschen Psychologen, geleitet werden. Die Sitzungen finden in Pieters geräumigem Haus statt, das er mit seiner jugendlichen Tochter Alison teilt. 
Zu den Mitgliedern der Gruppe gehören Gilbert, ein einsamer Handwerker, der in Julies Wohnhaus arbeitet; Pat, eine Absolventin des Wellesley College, die als Stripperin arbeitet und mit der Pieter eine heimliche sexuelle Beziehung pflegt; und die alleinstehende Rosemary Boyle.
Nach einer der Sitzungen wird eines der weiblichen Mitglieder der Therapiegruppe von einem unsichtbaren Autofahrer verfolgt, während es mit dem Fahrrad auf einer unbefestigten Landstraße unterwegs ist, und in ein verlassenes Haus gejagt, wo sie mit einer Schere brutal erstochen wird. 
Kurze Zeit später findet ein junges Paar beim Sex in der Garage des verlassenen Hauses die Leiche der Frau. Unterdessen ist Julie beunruhigt, als sie eine Reihe anonymer, ausgeschnittener Notizen erhält, in denen mit Mord und Körperverletzung gedroht wird. 
Julie findet kaum Hilfe bei den Behörden und überlegt, ob sie dem anonymen Briefschreiber in ihrer Ratgeberkolumne antworten soll. Doug, ihr Ex-Mann, mit dem sie bei der Zeitung zusammenarbeitet, warnt sie davor, weil er befürchtet, dass dies nur zu weiteren Belästigungen führen würde.
Eines späten Abends, nachdem sie den Stripclub verlassen hat, wird Pat von einem unsichtbaren Autofahrer verfolgt, der sie durch eine Gasse jagt. Sie versucht zu fliehen, wird jedoch von dem Angreifer in die Enge getrieben, der sie ersticht. 
Julie kommt Pieter näher und wird von ihm zu einem formellen Abendessen in sein Haus eingeladen. Das Essen geht jedoch schief, als Alison, gekleidet in die Kleidung ihrer verstorbenen Mutter, wütend auf ihren Vater ist, weil dieser Julie am Todestag ihrer Mutter dorthin eingeladen hat.
Später wird Doug Zeuge, wie Julie und Pieter Sex haben, als er durch das Fenster ihrer Wohnung blickt. Am nächsten Tag wird Rosemary, während sie sich in ihrem Whirlpool entspannt, vom Mörder verfolgt, der sie mit einer Schere tötet. 
In seinem Büro entdeckt Pieter einen auf dem Boden liegenden Zeitungsausschnitt und beginnt zu vermuten, dass Alison diejenige sein könnte, die Julie die Drohbriefe schickt. Er stellt sie zur Rede und fragt, ob sie für den Tod seiner Patienten verantwortlich ist. Alison bestreitet vehement jegliche Beteiligung und schließt sich verzweifelt in der Garage ein, schaltet ihr Auto ein und versucht, Selbstmord durch Kohlenmonoxidvergiftung zu begehen. Sie entscheidet sich jedoch dagegen und fährt rückwärts durch das Garagentor, bevor sie davonrast.
Julie veröffentlicht die Telefonnummer ihres Büros in ihrer Ratgeberkolumne und hofft auf einen Anruf des Mörders, den die Polizei aufspüren kann. Obwohl Doug die Idee zunächst widerstrebt, erklärt er sich bereit, Julie zu helfen und alle Telefonanrufe abzuhören. Julie erhält einen Anruf von Alison, die fragt, ob sie mit ihr sprechen kann. 
Alison kommt, stellt Julie und Doug zur Rede und bedroht sie mit einer Pistole. Einen Moment später ruft Pieter im Büro an und eilt dorthin, als Julie Alisons Namen sagt. Pieter kommt an und findet das Büro in Unordnung vor, aber niemand ist zu sehen. Doug reißt Alisons Pistole an sich und beginnt auf Pieter zu schießen, während er ihn durch das Büro verfolgt. Es stellt sich heraus, dass Doug tatsächlich der Mörder ist, motiviert durch Julies Offenlegung von Details über das Scheitern ihrer Ehe und einer von ihm empfundenen Kränkung.
Polizei und Ermittler stürmen das Bürogebäude, als Doug Pieter bedroht, während Julie und Alison, die von Doug in einen Vorratsraum eingesperrt, gefesselt und geknebelt wurden, sich befreien können, indem sie ihre Fesseln mit einer Schere durchtrennen. Sie kommen hinzu, als Pieter und Doug sich einen heftigen Kampf liefern. Als Doug die Kontrolle über Pieter erlangt, ersticht Alison ihn mit einer Schere und rettet so das Leben ihres Vaters. Sekunden später stürmt die Polizei ins Büro, als Pieter, Julie und Alison sich umarmen.

## Produktion
In einer Ausgabe des Hollywood Reporter vom 20. Februar 1980 wurde angekündigt, dass die Dreharbeiten für den Film am 13. März 1980 unter dem Titel „Molded to Murder“ beginnen würden. Im März wurde bekannt gegeben, dass der Titel des Films in „Murder by Mail“ geändert wurde. Der Film wurde auf dem Cannes International Film Festival Market zum Verkauf angekündigt, aber nicht für potenzielle Käufer gezeigt.
Flo Lawrence sagte, dass sie sich in der Szene unmittelbar nach dem Oben-ohne-Tanz irgendwie von Klaus Kinski missbraucht gefühlt habe: „Kinski fängt an, mich zu packen und an Stellen zu berühren, an denen er nichts damit zu tun hatte. Meine schauspielerischen Fähigkeiten gingen verloren, ich hätte ihn ohrfeigen sollen, aber ich war einfach so schockiert und zu diesem Zeitpunkt rief niemand ‚Cut‘.“ 
Schauspieler Richard Herd erinnerte sich an die Produktion, dass er und Kinski „gut miteinander auskamen … Er war so ein erstklassiger Schauspieler. Das war er. Ein wenig seltsam. Er mochte es nicht, wenn man ihn berührte.“

## Veröffentlichung
„Schizoid“ wurde erstmals am 5. September 1980 in Detroit und Cleveland gezeigt. 
Später wurde der Film am 10. Oktober 1980 in Los Angeles uraufgeführt. Der Hollywood Reporter gab bekannt, dass der Film im ersten Monat nach seiner Veröffentlichung in den Vereinigten Staaten über 4 Millionen US-Dollar einspielte. 
Der Film wurde im Juni 1981 im Vereinigten Königreich als Doppelspielfilm neben The Godsend (1980) gezeigt.

### Kritiken
Die Kritiker Gene Siskel und Roger Ebert diskutierten den Film in einer Folge von Sneak Previews vom 23. Oktober 1980 und fanden, dass der Film „grausam und verabscheuungswürdig“ sei und „Hass auf Frauen zum Ausdruck bringe“. 
Kevin Thomas von der Los Angeles Times äußerte eine ähnliche Meinung und beschrieb es als „trashigen Aufruhr gegen Gewalt gegen Frauen“. 
George Bouwman von Fort Myers, Florida News-Press hielt den Film für „schäbig und erniedrigend“ und seine Spannung für „fast nicht existent“. 
Robert C. Trussell von The Kansas City Star hielt den Film für „psychologischen Low-Budget-Müll“, räumte jedoch ein, dass „das Interessante an diesem allgemein unterdurchschnittlichen Film darin besteht, dass er Ihr Interesse weckt.“ 
Ed Blank von The Pittsburgh Press hielt den Film für eine „schlampige“ Unternehmung und schrieb: „Es ist verwirrend, wie solche Bilder weiterhin vermarktet und gekauft werden.“
Tom McElfresh von The Cincinnati Enquirer hatte gemischte Gefühle gegenüber dem Film und beschrieb ihn als „eine billige, blutige kleine Horrornummer mit einer albernen Handlung, düsteren Dialogen und einer viel zu ernsten Einstellung zu sich selbst“, räumte jedoch ein, dass Autor und Regisseur Paulsen dies mit einer gewissen Vorliebe für den Neobarock in bestimmten surrealen Sequenzen getan habe, auch wenn es seinem Geschichtenerzählen, sowohl seinen Worten, als auch seinen Bildern, an Zusammenhalt und Kontrolle mangelte.

### Sonstiges
Scream Factory veröffentlichte den Film 2013 als Doppelspiel-DVD- und Blu-ray-Kombinationsset mit X-Ray (1982), einer weiteren Veröffentlichung von Cannon Films. Diese Ausgabe war am 12. Oktober 2020 vergriffen. Im März 2022 hat Vinegar Syndrome die Double-Feature-Disc im 4K-UHD-Format mit neu in Auftrag gegebenen Bonusfeatures neu aufgelegt.

## Referenzen
1. "Schizoid". AFI Catalog of Feature Films. American Film Institute. Retrieved March 27, 2022.
2. Edwards 2017, p. 51.
3. Edwards 2016, p. 195.
4. Paul 2014, p. 107.
5. "Odeon Aldershot 20760". Aldershot News. 16 June 1981. p. 4 – via Newspapers.com.
6. Thomas, Kevin (October 15, 1980). "'Schizoid' Offers Trashy Violence". Los Angeles Times. p. 3 – via Newspapers.com.
7. Bouwman, George (September 15, 1980). "You would have to be crazy to want to see 'Schizoid'". The News-Press. p. 39 – via Newspapers.com.
8. Trussell, Robert C. (September 29, 1980). "Low-budget 'Schizoid' psychological garbage". The Kansas City Star. p. 14 – via Newspapers.com.
9. Blank, Ed (September 12, 1980). "'Schizoid' Latest In String of Cheap Thrillers". The Pittsburgh Press. p. A-14 – via Newspapers.com.
10. McElfresh, Tom (September 16, 1980). "Reviewer Of Two Minds On New 'Schizoid' Film". The Cincinnati Enquirer. p. A-9 – via Newspapers.com.
11. Gingold, Michael (August 22, 2019). "Blu-ray/DVD Review: X-RAY/SCHIZOID". Fangoria. Archived from the original on January 30, 2023.
12. "X-Ray / Schizoid [Double Feature] (SOLD OUT)". Shout! Factory. Archived from the original on January 30, 2023.
13. "Schizoid / X-Ray - 4K Ultra HD Blu-ray Double Feature". Vinegar Syndrome. Archived from the original on March 22, 2022.

1. 1 2 3  Dennis Brunning: AFI Catalog of Feature Films. Abgerufen am 3. August 2023.